# Hibera
Hibera é uma cidade antiga, conhecida por ser um ponto estratégico a partir do qual se diz que a Segunda Guerra Púnica se originou. Foi disputada pelos cartagineses e romanos durante esse período. Segundo os textos, a maioria deles da História de Roma de Tito Lívio, a cidade estava situada no nordeste da Península Ibérica, perto da foz do rio Ebro. Após a ocupação e o domínio de ambas as nações, a cidade adotou o nome Tortosa.

## Arqueologia
Por um longo tempo, não foram vestígios que indicassem a existência dessa cidade existisse, com suas fundações fortemente ocultas no subsolo. Isso levou à contestação de sua existência. Em agosto de 2007, os arqueólogos trouxeram à luz os restos de algumas das muralhas da cidade, que datam do século VII a.C., perto da cidade de Tortosa. As muralhas forneceram evidências suficientes de que essa cidade existia exatamente onde foi escrita e defenderam seus restos mortais de ataques externos ao local.

## Referência latina
"Depois de atravessar o rio, eles [Públio e Cneu Cipião] debateram por muito tempo se deveriam aproximar seu acampamento de Hasdrubal ou se seria suficiente para atrasar a marcha projetada pelo inimigo, lançando ataques contra aliados cartagineses. Eles finalmente se prepararam para atacar a cidade mais rica da região, Hibera, que recebeu o nome do rio próximo. Quando Hasdrubal soube disso, em vez de prestar assistência a seus aliados, ele preferiu prosseguir com um ataque a uma cidade que recentemente se rendeu aos romanos. O bloqueio de Hibera, que já havia começado, foi, portanto, abandonado pelos romanos, cujas operações estavam agora focadas diretamente no próprio Asdrúbal".Original (em latim): "[P. et Cn. Scipiones] transito amne cum diu consultassent, utrum castra castris conferrent an satis haberent sociis Carthaginiensium oppugnandis morari ab itinere proposito hostem, urbem a propinquo flumine Hiberam appellatam, opulentissimam ea tempestate regionis eius, oppugnare parant. Quod ubi sensit Hasdrubal, pro ope ferenda sociis pergit ire ipse ad urbem deditam nuper in fidem Romanorum oppugnandam. Ita iam coepta obsidio omissa ab Romanis est et in ipsum Hasdrubalem versum bellum". (em latim)